# Széchy László
Széchy László (Arad, 1891. november 18. – Budapest, 1963. december 9.) olimpiai ezüstérmes magyar vívó, gépészmérnök, a Fővárosi Elektromos Művek egykori igazgatója.